# Християнські демократи і фламандці
Християнські демократи і фламандці (нід. Christen-Democratisch en Vlaams, CD&V) — бельгійська фламандська християнсько-демократична політична партія. Партія була створена у 2001 році. Партія має 17 місць із 150 у Палаті представників Федерального парламенту Бельгії. Партія входить до Європейської народної партії.

## Історія